# الحركة الأوريجينية السفيكونرويجية
الحركة الأوريجينية السفيكونرويجية أو تجبل سفيكونرويج، وهو نظام تجبلي نشط منذ 1140 إلى 960 مليون سنة، وهو مكشوف حاليًا كشريط تجبلي سفيكونرويجي في جنوب غرب السويد وجنوب النرويج. وفي النرويج، ينكشف الشريط التجبلي جنوب شرق مقدمة نظام الطية المغتربة الكاليدونية وفي نوافذ طية مغتربة. غالبًا ما يتجميع تجبل السفيكونرويجي ضمن تجبل غرينفيل في حقبة الطلائع الوسطى. على عكس العديد من الأشرطة التجبلية الأخرى المعروفة، فإن الحدود الشرقية لتجبل سفيكونرويج لا تحتوي على أي منطقة دروز معروفة مع الأفيوليت.